# Dorota Krystyna Rembiszewska
Dorota Krystyna Rembiszewska (ur. 14 lutego 1967 roku w Wysokiem Mazowieckiem) – polska językoznawczyni i dialektolożka. 

## Życiorys
Studia językoznawcze ukończyła na Uniwersytecie Łódzkim w 1993 roku, gdzie również się doktoryzowała w roku 1999. Stopień doktora habilitowanego otrzymała w 2008 roku w Instytucie Slawistyki Polskiej Akademii Nauk. 4 stycznia 2022 roku prezydent RP nadał jej tytuł profesora w dziedzinie nauk humanistycznych w dyscyplinie językoznawstwo. 
Jej obszar zainteresowań badawczych obejmuje dialektologię, onomastykę, zagadnienia pogranicza językowego, leksykografię gwarową, gwary podlaskie, gwary z obszaru Mazur i Warmii.  
Jest członkinią krajowych i międzynarodowych gremiów naukowych: 
- Rady Naukowej Instytutu Slawistyki PAN,
- Polskiego Towarzystwa Językoznawczego,
- Łomżyńskiego Towarzystwa Naukowego im. Wagów (wiceprezes od 2013 roku do 2017 roku),
- Towarzystwa Naukowego Warszawskiego (od stycznia 2014 roku do listopada 2023 roku – sekretarz Wydziału I, od listopada 2023 roku sekretarz generalna, redaktor naczelna „Rocznika Towarzystwa Naukowego Warszawskiego”[2]),
- Towarzystwa Naukowego Societas Scientiarum Klukoviana et Jablonovianae,
- Komisji Dialektologicznej przy Międzynarodowym Komitecie Slawistów[3],
- Komitetu Słowianoznawstwa Polskiej Akademii Nauk (w kadencjach 2020–2023, 2023–2025), przewodnicząca w kadencji 2024–2027[4].

Należy również do Polskiego Towarzystwa Archiwalnego.

## Książki autorskie
- Gwary nadbużańskie mazowiecko-podlaskie, Łomża 2002.
- Dynamika rozwoju gwary Knyszyna i okolic na Podlasiu w XX wieku, Warszawa 2006.
- Słownik dialektu knyszyńskiego Czesława Kudzinowskiego, Łomża 2007[5].
- Gwary Mazur wschodnich w XIX wieku (na podstawie ankiet Georga Wenkera do Niemieckiego atlasu językowego), Warszawa 2021[6].

## Książki współautorskie
- Atlas gwar wschodniosłowiańskich Białostocczyzny. t. IX. Leksyka 5, pod red. I. Maryniakowej, Warszawa 2007.
- Atlas gwar wschodniosłowiańskich Białostocczyzny. t. X. Leksyka 6, pod red. I. Maryniakowej, Warszawa 2009.
- Atlas gwar wschodniosłowiańskich Białostocczyzny. Słowotwórstwo, t. IV, pod red. I. Maryniakowej, Warszawa 2012.
- Irena Maryniakowa, Dorota K. Rembiszewska, Janusz Siatkowski, Różnojęzyczne słownictwo gwarowe Podlasia, Suwalszczyzny i północno-wschodniego Mazowsza, Warszawa 2014[5].
- Dorota K. Rembiszewska, Janusz Siatkowski, Pogranicze polsko-wschodniosłowiańskie. Studia wyrazowe, Warszawa 2018.
- Dorota K. Rembiszewska, Janusz Siatkowski, Pogranicze polsko-wschodniosłowiańskie. Studia wyrazowe, Cz. 2, Warszawa 2021[7]

## Inne publikacje
W latach 2002–2005 była redaktor naczelną i autorką artykułów w piśmie lokalnym „Głos Wysokomazowiecki".
Od wielu lat zajmuje się życiem i twórczością oraz upamiętnianiem Stefanii Ulanowskiej. Z jej inicjatywy powstała ekspozycja poświęcona tej etnografce w Muzeum Regionalnym w Wielonach (Viļānu Novadpētniecības muzejs) w Łatgalii we wschodniej Łotwie. 

## Nagrody i wyróżnienia
Wyróżnienie w XXV edycji Konkursu o Nagrodę i Medal Zygmunta Glogera za badania nad gwarami Polski północno-wschodniej.